# Symplectoscyphus pushi
Symplectoscyphus pushi is een hydroïdpoliep uit de familie Sertulariidae. De poliep komt uit het geslacht Symplectoscyphus. Symplectoscyphus pushi werd in 1979 voor het eerst wetenschappelijk beschreven door Stepanjants. 